# Стартовый питчер

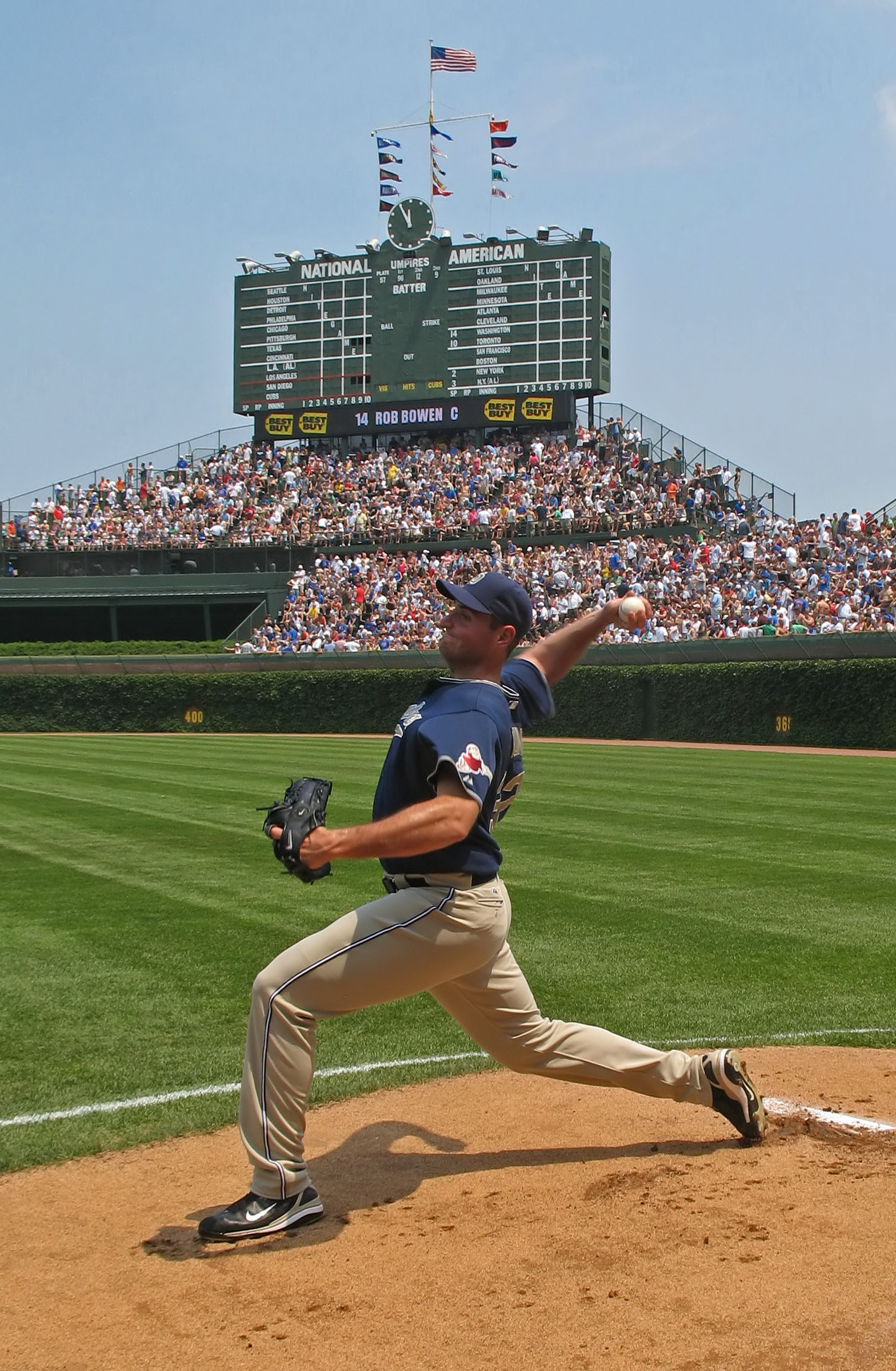
Стартовый питчер Крис Янг разогревается в буллпене перед началом игры на арене «Ригли Филд»

В бейсболе или софтболе, стартовым питчером (англ. Starting pitcher) или просто стартером (англ. Starter) называется питчер, выполняющий на первого беттера первую в матче подачу. А питчер, который вступает в игру после того, как была произведена первая подача, называется релиф-питчером (англ. Relief pitcher), дословно — запасным питчером.
Наиболее часто тренер бейсбольной команды использует стартового питчера как основного (но очень редко — как единственного) подающего в течение всей игры. Обычно стартовые питчеры выполняют свои подачи в течение примерно 5 иннингов, а потом в отправляются отдыхать в буллпен. Бывают случаи, когда стартовые питчеры проводят на поле больше времени, чем обычно, но это, как правило, зависит от степени важности игры и текущего положения дел в ней. Зачастую право продолжить матч предоставляется сетап-питчеру (сетап-мэну), а если осталось играть не более 2 иннингов — то клоузеру.
Чаще всего стартовый питчер сменяется после проведения определенного количества подач — обычно эта цифра колеблется в районе 100. Если же стартовый питчер совсем недавно восстановился после травмы, то примерное число запланированных подач может быть значительно уменьшено. Если же питчер напротив, в превосходной форме, то он способен совершить более 200 подач за матч, что, впрочем, бывает крайне редко и не практиковалось со времен зарождения бейсбола, когда и 300 подач за матч не считалось сверхъестественным. Иногда тренеры команды используют таких питчеров в игровых сериях, когда матчи играются в течение нескольких дней подряд.